# Grobgerippte Körbchenmuschel

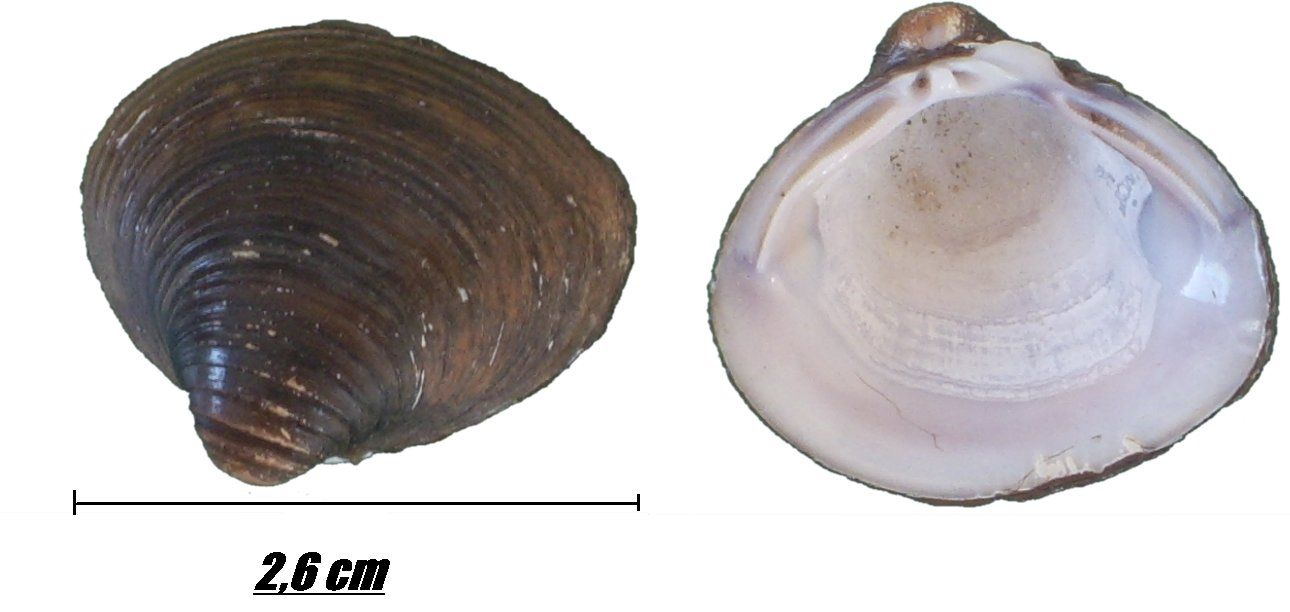
Corbicula fluminea, Innen- und Außenseite ein und derselben Muschelschale (Montage)

Die Grobgerippte Körbchenmuschel (Corbicula fluminea), auch Weitgerippte Körbchenmuschel genannt, ist eine im Süßwasser lebende Muschel-Art aus der Familie der Körbchenmuscheln (Corbiculidae). Sie ist in Nordamerika, Südamerika, Australien und Europa ein Neozoon, das aus Südostasien eingeschleppt wurde. Die Grobgerippte Körbchenmuschel und die ebenfalls aus Asien eingeschleppte Feingerippte Körbchenmuschel (Corbicula fluminalis) sind im Allgemeinen nur schwer zu unterscheiden; sie werden daher oft zusammenfassend als Asiatische Körbchenmuscheln bezeichnet.

## Merkmale
Das gleichklappige, stark geblähte Gehäuse wird bis etwa 36 mm lang. Es ist im Umriss gerundet-dreieckig, nur geringfügig länger als hoch. Das Verhältnis Länge zu Breite zu Dicke beträgt 36 mm zu 33 mm zu 22 mm. Der leicht nach vorne eingerollte Wirbel ist klein und rundlich. Die Gehäuse sind leicht ungleichseitig, die Wirbel sitzen geringfügig vor der Mitte. Die vordere Dorsalseite ist leicht gewölbt und fällt steil zum Hinterende ab. Der hintere Dorsalrand ist nahezu gerade und fällt noch etwas steiler als der Vorderrand zum Hinterende ab. Der Übergang vom Hinterende zum weit ausgewölbten Ventralrand ist leicht gewinkelt. Das Ligament liegt äußerlich und beiderseits des Wirbels (amphidet). Das heterodonte Schloss weist in der linken Klappe drei Hauptzähne und je einen vorderen und hinteren Seitenzahn auf. In der rechten Klappe sind ebenfalls drei Hauptzähne vorhanden, die jeweils zwei Seitenzähne sind verdoppelt. Die zwei Schließmuskel sind etwa gleich groß. Die Mantellinie ist nicht eingebuchtet.
Die aragonitische Schale ist sehr dick und fest. Die Färbung der Schale kann außen von ocker bis dunkelbraun variieren; manchmal hat sie einen leichten Grünstich. Die Innenseite ist dagegen weiß, manchmal in Kombination mit blassblau, selten auch schwach violett und begrenzt auf kleinere Flächen. Die Ornamentierung besteht aus randparallelen groben Rippen (Name!), die besonders bei dunkelbraun gefärbten Exemplaren auch feiner sein können. Das Periostracum ist dunkelbraun.
Der Fuß ist groß und beilförmig. Die Tiere entwickeln ab einer Größe von etwa einem Millimeter einen Byssus, mit dem sie sich an den Hartsubstrat anheften. Sie haben aber im Adultstadium keinen Byssus mehr. Die Siphonen sind kurz, Ein- und Ausströmöffnung sind von Tentakeln umgeben.
Rechte und linke Klappe des gleichen Tieres:

Rechte Klappe
Linke Klappe

## Unterscheidung der Arten
Die beiden in Mitteleuropa vorkommenden Arten der Körbchenmuscheln (Corbicula), die Grobgerippte Körbchenmuschel (Corbicula fluminea) und die Feingerippte Körbchenmuschel (Corbicula fluminalis) unterscheiden sich in der Größe und in der Feinheit der Rippen. Allerdings sind diese Merkmale variabel und es gibt offensichtlich auch Bastarde. Molekulargenetische Befunde haben zwei genetische Linien festgestellt, die auch hybridisieren können (d. h. Bastarde zeigen). Die beiden Arten bleiben jedoch insgesamt stabil.

## Geographische Verbreitung

### Ursprüngliche Verbreitung
Das Verbreitungsgebiet der Grobgerippten Körbchenmuschel war ursprünglich Südostasien. Das Typmaterial stammte aus „China“.

### Heutige Verbreitung
Die Grobgerippte Körbchenmuschel ist wie auch die Feingerippte Körbchenmuschel über weite Teile des Erdballs verschleppt worden und sind für diese Regionen als Neozoen zu betrachten. Nach Nordamerika wurden sie bis 1924 als Nahrungsquelle aktiv von asiatischen Immigranten eingeschleppt. Offenbar verwilderte Exemplare entdeckte man 1938. In Südamerika tauchte sie 1979 auf.
Um 1980 gelangten sie nach Westeuropa, doch ist ungeklärt, auf welche Weise und ob die beiden Arten gleichzeitig eingeschleppt wurden. Als am wahrscheinlichsten gilt die passive Einschleppung über Ballastwasser von Schiffen; denkbar ist auch ein gezieltes Aussetzen oder Freilassen aus Aquarienbeständen.
1984 wurden sie in der Weser, 1988 in den Niederlanden im Rhein nachgewiesen (wobei die damals gefundenen Muscheln schon 2–3 Jahre alt waren). Von den Niederlanden aus gelangten sie stromaufwärts im Jahre 1991 (nach anderen Quellen 1993) nach Deutschland und schon 1995 (nach anderen Quellen 1997) nach Basel. Vom Rhein aus gelangten sie auch in den Main, wo sie sich über den Main-Donau-Kanal in die Donau ausbreiteten. Über Kanalsysteme besiedelten sie von Westdeutschland aus auch die Mitte und den Osten Deutschlands über die Weser (deren Population darin aufging) bis in die Elbe und die Oder. Im Jahr 2003 wurde sie auch im Bodensee nachgewiesen, 2007 im Hochrhein bei Waldshut-Tiengen.

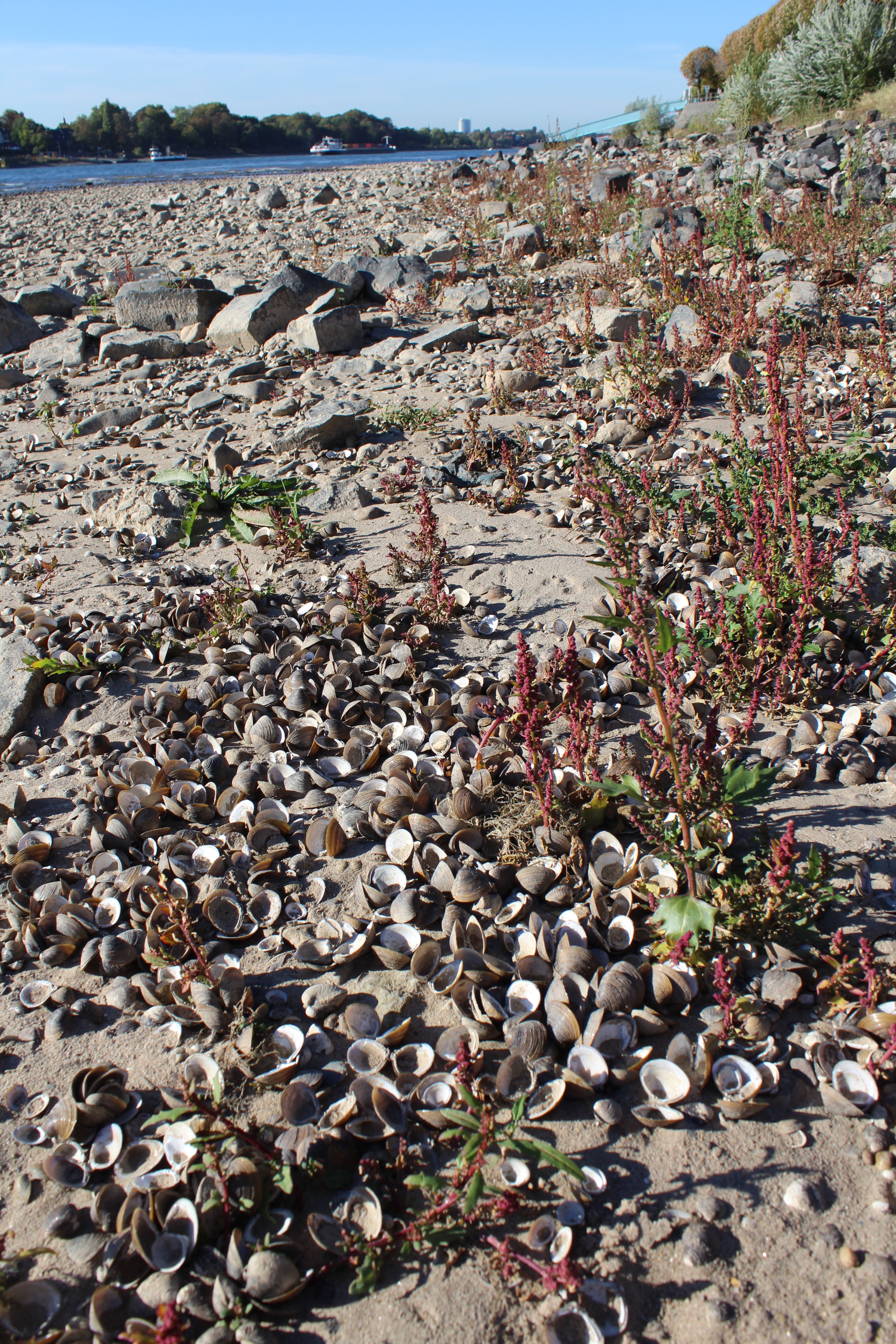
Körbchenmuschelschalen im Spülsaum am Rheinufer bei Königswinter

## Lebensraum
Die Muscheln leben auf sandigen bis schlammigen Sedimentböden von Flüssen, Seen und Kanälen Am Ufer des Rheins und anderer europäischen Gewässer kann man ihre Schalen bei Niedrigwasser in riesigen Mengen finden.

## Fortpflanzung und Lebensweise
Die Grobgerippte Körbchenmuschel (Corbicula fluminea) ist ein Suspensionsfiltrierer, der Kleinorganismen (Phytoplankton etc.) und organischen Detritus aus dem Wasser heraus filtriert. Vermutlich besteht der Hauptanteil aus Phytoplankton, da die Gewichtszunahme direkt korrelierend ist mit den Jahreszeiten, d. h. Licht und Temperatur. Die Gewichtszunahme erfolgte fast ausschließlich im Sommerhalbjahr. Umgekehrt wurde zwischen November und Februar mit sehr niedrigen Chlorophyll-Werten im Wasser kein Wachstum des Weichkörpers beobachtet.
Die Grobgerippte Körbchenmuschel ist in Europa ein simultaner Hermaphrodit. In nur 10 % der Individuen erfolgte die Bildung der Samen vor den Eiern oder umgekehrt. Die Geschlechtsreife kann bereits nach einem halben Jahr bis zu einem Jahr erreicht sein. In der Größenklasse sieben Millimeter Gehäuselänge haben bereits 70 % der Individuen entwickelte Geschlechtsorgane. In Hongkong ist die Art dagegen ein protandrischer Hermaphrodit. Die kleinen geschlechtsreifen Exemplare bis 9 mm Durchmesser waren durchweg Männchen, während es sich bei den größeren Exemplare ausschließlich um Weibchen handelte. In Nordamerika waren die Exemplare durchweg wieder simultane Hermaphroditen. Die Befruchtung der Eier erfolgt in der Regel durch Fremdsamen, aber auch Selbstbefruchtung ist möglich.
Die Produktion der Geschlechtsprodukte setzt erst über einer Temperatur von 10 °C ein. Im Rhein konnten zwei Schwerpunkte der Laichzeiten beobachtet werden, im Mai/Juni und September, obwohl auch im Juni und August geringe Laichtätigkeit beobachtet wurde. Die Befruchtung der vergleichsweise großen Eier erfolgt in der Mantelhöhle bzw. zwischen den Kiemen. Die Eier messen zwischen 111 und 132 µm. Nach rund 30 Stunden messen die Gastrulae 175 bis 180 µm im Durchmesser. Die Larven entwickeln sich dort zu weiter Trochophora-Larven und Veliger-Larven. Sie werden nach 30 bis 60 Tagen als Pediveliger-Larven zwischen Mai und September ins freie Wasser entlassen. Das Wasser muss dabei eine Temperatur von mehr als 15 °C haben. In diesem Stadium haben sie ein D-förmiges Gehäuse mit einer Länge von ca. 200 bis 250 µm und einen voll funktionsfähigen, sehr großen Fuß, der ungefähr ein Drittel der Körpermasse umfasst. Das Velum wird insgesamt in diesem Stadium abgeworfen. Die Grobgerippte Körbchenmuschel (Corbicula fluminea) zeigt nach diesen Untersuchungen eine gewisse Brutfürsorge. Während der Reproduktionsphase können täglich bis zu mehrere hundert Jungtiere pro Adulttier freigesetzt werden, insgesamt bis etwa 8.000 pro Jahr.

## Taxonomie
Das Taxon wurde 1774 von Otto Friedrich Müller als Tellina fluminea aufgestellt. Es wird heute als gültiges Taxon betrachtet.